# Agonie în Grădină (Bellini)
Agonie în Grădină este o pictură timpurie a maestrului italian renascentist Giovanni Bellini, creată în jurul anilor 1459-65. Tabloul se află la National Gallery, Londra.
În tablou este înfățișat Hristos, în genunchi, pe Muntele Măslinilor, rugându-se, cu ucenicii săi Petru, Iacob și Ioan dormind în apropiere. În fundal, Iuda îi conduce pe soldații romani pentru a-L prinde pe Hristos.
Pictura este asemănătoare cu cea a cumnatului lui Bellini, Andrea Mantegna, de asemenea aflat la National Gallery. Este probabil ca ambele să fie derivate ale unui desen al tatălui lui Bellini, Jacopo. În versiunea lui Bellini, modul de reprezentare a luminii zorilor are un rol mai important în a da scenei o atmosferă cvasi-nepământeană.
Până la mijlocul secolului al XIX-lea, picturile de la începutul perioadei renascentiste erau considerate mai mult drept curiozități de cei mai mulți colecționari. Acest tablou a aparținut probabil Consulului britanic Smith în Veneția (d. 1770), a fost cumpărat de către William Beckford la vânzarea lui Joshua Reynolds în 1795 pentru 5 lire sterline, apoi vândut în 1823 cu Fonthill Abbey și răscumpărat de către Beckford la vânzarea din anul următor (drept tablou de Mantegna) pentru £52,10s. A fost cumpărat de National Gallery pentru £630 în 1863, un preț mic pentru acea vreme.

## Legături externe
- Official website page
- Agony in the Garden – Analysis
- Web Gallery of Art
- Great Works of Western Art Arhivat în 24 iunie 2019, la Wayback Machine.